# Varaždins stadsgarde

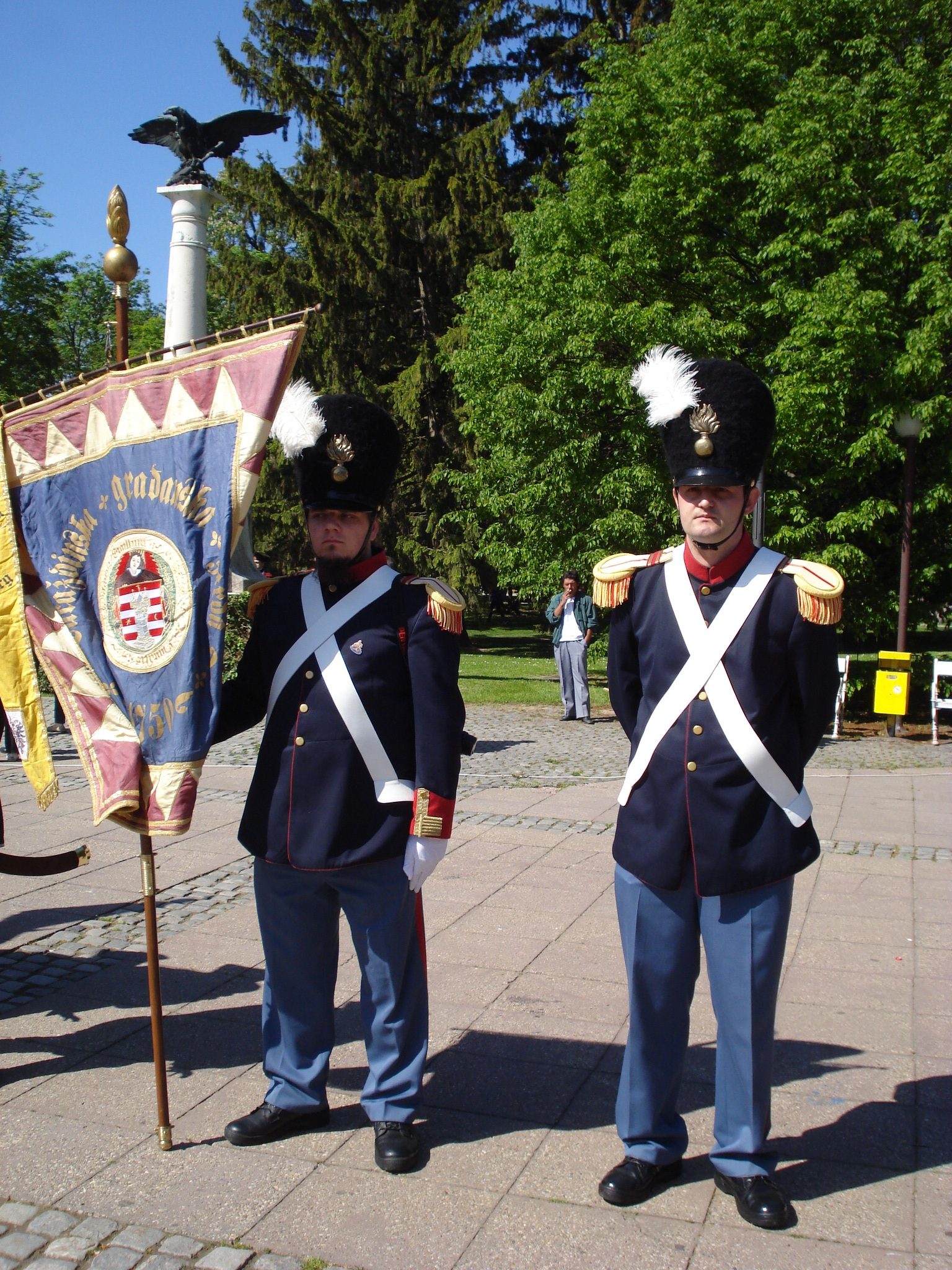
Varaždins stadsgarde i Čakovec 2012.

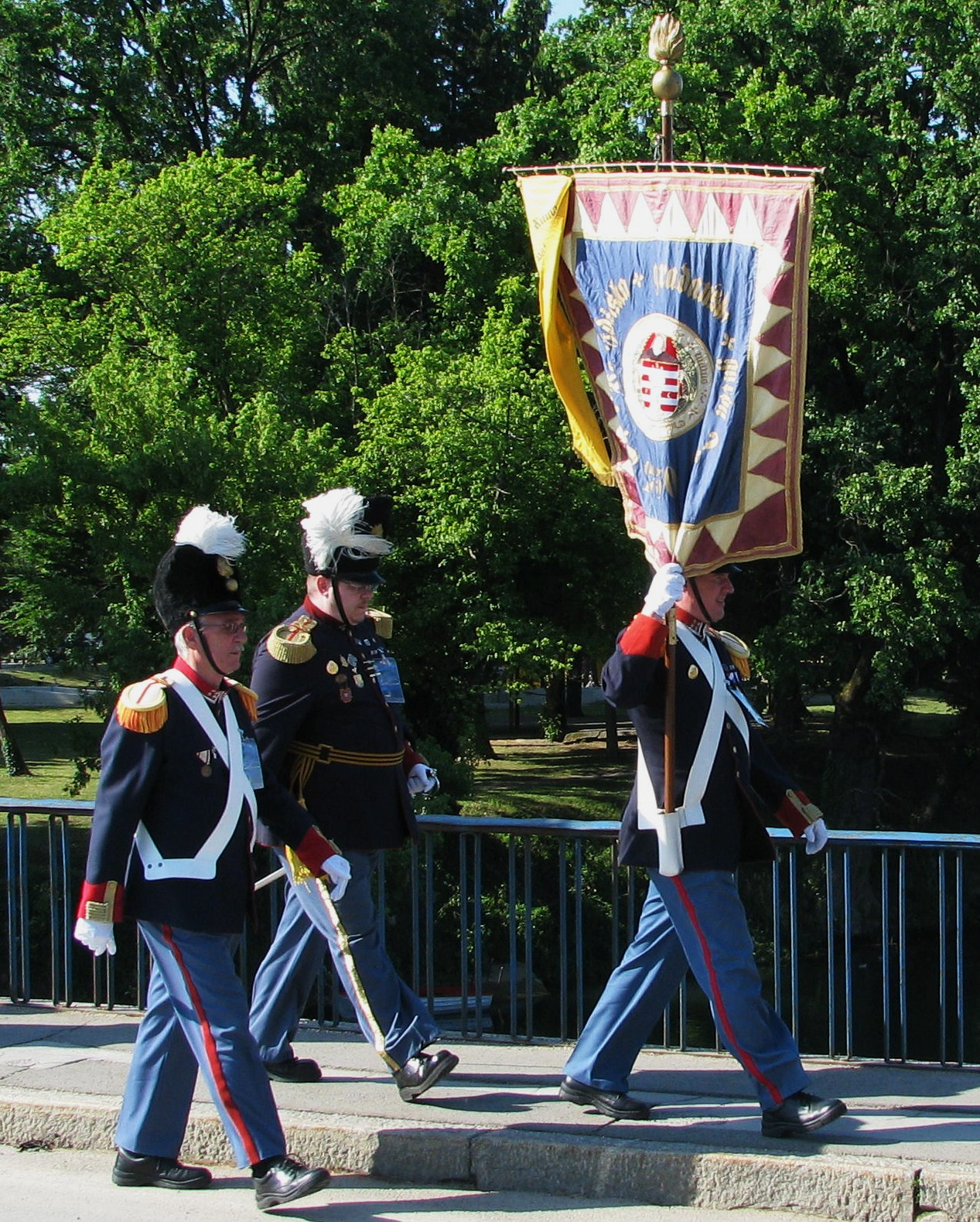
Varaždins stadsgarde i Karlovac 2009.

Varaždins stadsgarde (kroatiska: Varaždinska građanska garda), i folkmun kallade Purgari som kan härledas från tyskans "Bürger" med betydelsen "stadsmedborgare", är ett historiskt livgarde i Varaždin i Kroatien. Det grundades på 1700-talet ursprungligen som ett militärt förband men har idag en ceremoniell roll. Gardet består av trettio grenadjärer och är bredvid Varaždins stadsflagga och stadsvapen en av stadens symboler.
Stadsgardet framträder i ceremoniella och turistiska sammanhang och håller bland annat vakt vid stadshuset alla lördagar från den 15 maj till den 15 oktober. Alla män födda i Varaždin kan bli medlemmar av gardet och det anses vara en hedersuppgift att bli antagen till truppen.

## Historik
År 1750 bekräftade den habsburgska kejsarinnan Maria Teresia gardets status som en "kejserlig och kunglig kontrakterad medborgartrupp". Årtalet ses som grundandet av gardet. Dess status kom att regleras i Varaždins nya stadsstadga och bekräftade bildandet och beväpnandet av Varaždins köpmän, hantverkare och människor av andra yrken med rätt till stadsmedborgarskap. Gardets tillkomst har sitt ursprung i en äldre sed där stadsmedborgarna tog till vapen för att försvara staden vid yttre hot. I samband med den nya stadsstadgan 1750 kom denna sed att regleras juridiskt.
År 1946-1990 var stadsgardets verksamhet förbjuden. År 1990 tog Varaždins turistförening initiativ till att återupprätta gardet som därefter haft en ceremoniell roll.